# Ancín
Ancín en espagnol ou Antzin en basque, est une municipalité de la communauté forale de Navarre dans le Nord de l'Espagne. Elle est située dans la zone linguistique mixte et à 60 km de sa capitale, Pampelune. 
Aujourd'hui il y a deux quartiers dans cette municipalité, Ancín et Mendilibarri. Le secrétaire de mairie est celui d'Abáigar.

## Situation socio-linguistique
La langue majoritaire de la population est l'espagnol. En 2011, le pourcentage de bascophone était de 8,2 %. La municipalité est située dans la zone linguistique mixte depuis 2017, où certains services comme l'éducation et l'administration sont en espagnol et en basque. Quant à l'évolution de la langue basque dans cette zone, de 1991 à 2018, le poids relatif des bascophones dans la société navarraise n'a cessé d'augmenter, passant de 5,2 % à 12,4 % (de 9,5 % à 14,1 % pour l'ensemble de la Navarre).
Selon les cartes linguistiques historiques, dans la région d'Antzin, le basque était la langue d'usage depuis plusieurs siècles, mais entre la fin du XVIe siècle (1587) et du XVIIIe siècle (1778), elle fut progressivement remplacée par l'espagnol.

## Démographie
| Évolution démographique                               | Évolution démographique | Évolution démographique | Évolution démographique | Évolution démographique | Évolution démographique | Évolution démographique | Évolution démographique | Évolution démographique | Évolution démographique | Évolution démographique |
| 1996                                                  | 1998                    | 1999                    | 2000                    | 2001                    | 2002                    | 2003                    | 2004                    | 2005                    | 2006                    | 2007                    |
| ----------------------------------------------------- | ----------------------- | ----------------------- | ----------------------- | ----------------------- | ----------------------- | ----------------------- | ----------------------- | ----------------------- | ----------------------- | ----------------------- |
| 276                                                   | 265                     | 274                     | 301                     | 336                     | 382                     | 393                     | 393                     | 387                     | 373                     | 360                     |
| Sources: Ancín et instituto de estadística de navarra |                         |                         |                         |                         |                         |                         |                         |                         |                         |                         |

### Sources
- (es) Cet article est partiellement ou en totalité issu de l’article de Wikipédia en espagnol intitulé « Ancín » (voir la liste des auteurs).